# Amblyraja georgiana
Amblyraja georgiana es una especie de pez de la familia de los Rajidae en el orden de los Rajiformes.

## Morfología
Los machos pueden llegar a alcanzar los 100 cm de longitud total.

## Reproducción
Es ovíparo.

## Hábitat
Es un pez marino de aguas profundas que vive entre 20 y 350 m de profundidad.

## Distribución geográfica
Se encuentra en la Argentina, Chile, Nueva Zelanda y Georgia del Sur.

## Observaciones
Es inofensivo para los humanos. 